# 1879 en Bretagne
 Chronologie de la Bretagne
- 1875
- 1876
- 1877
- 1878
- 1879
- 1880
- 1881
- 1882
- 1883

Cette page recense des événements qui se sont produits durant l'année 1879 en Bretagne.

## Économie
- création des Forges de Trignac[1].

## Arts
- Ernest Renan entre à l'Académie française[1].

## Naissances
- 22 mai à Brest : Jean Cras, officier de marine et compositeur français, mort à Brest le 14 septembre 1932.

## Sources